# Norrlands artilleriregementes detachement i Boden
Norrlands artilleriregementes detachement i Boden (A 4 B) var ett artillerförband inom svenska armén som verkade åren 1910–1927. Förbandsledningen var förlagd i Bodens garnison i Boden.

## Historia
Den 1 april 1910 bildades en tredje division (III. divisionen) vid Norrlands artilleriregemente. Divisionen var dock aldrig menade att förläggas till Östersund, utan kom från den 6 juni 1910 att detacheras till Boden som Norrlands artilleriregementes detachement i Boden.
I samband med 1914 års härordning justerades 1914 samtliga ordningsnummer inom armén. För till exempel Norrlands artilleriregemente innebar det att regementet blev tilldelad beteckningen A 4. Justeringen av beteckningen gjordes för att särskilja regementen och kårer mellan truppslagen. Det med bakgrund till att namn och nummer som till exempel № 3 Livregementets grenadjärkår och № 3 Livregementets husarkår kunde förefalla egendomliga för den som inte kände till att förbanden ifråga tillhörde skilda truppslag.
Genom försvarsbeslutet 1925 beslutades att avskilja detachementet från Norrlands artilleriregemente, för att bilda ett självständigt förband. Den 31 december 1927 avvecklades detachementet och den 1 januari 1928 bildades i dess ställe Norrbottens artillerikår som en hästanspänd fältartillerikår.

## Verksamhet
När detachementet bildades utgjordes det av 7., 8. och 9. batterierna vilka tillsammans bildade III. divisionen vid Norrlands artilleriregemente. År 1916 tillkom 10. och 11. batterierna från Östersunds garnison, vilka tillsammans med 9. batteriet bildade IV. divisionen. Vid samma tid återfördes 7. och 8. batterierna till Östersunds garnison.

## Förläggningar och övningsplatser
Norrlands artilleriregementes detachemente förlades till ett kasernetablissement längs Sveavägen, vilket ursprungligen uppförts för Norrbottens kavallerikår. Norrbottens kavallerikår kom dock aldrig att uppsättas, fastän ett namn hade antagits samt ett kasernetablissement uppförts. Kasernetablissementet uppfördes 1910 efter 1901 års härordnings byggnadsplan efter Fortifikationens typritningar, dock med avsteg att kasernerna endast uppfördes i tre våningar och ej fyra våningar som typritningarna visar. Sydväst om kasernetablissementet i anslutning till Hedenbron uppfördes två officersbyggnader öster om Hedenbrovägen, samt tre officersbyggnader väster om Hedenbrovägen. År 2016 kvarstod endast de två officersbyggnader öster om Hedenbrovägen.
Den 1 april 1910 förlades Norrlands artilleriregementes detachement i Boden till kasernetablissementet. Den 3 november 1927 tillkom ytterligare ett förband till kasernområdet, då Norrlands dragonregementes detachement i Boden förlades till kasernetablissementets västra kasernen. Den 1 oktober 1938 upplöstes Norrlands dragonregementes detachement i Boden. I dess ställe övertogs kasernen den 19 juli 1940 av Bodens signalkompani (S 1 B), vilka var förlagda där fram till den 31 oktober 1945, då signalkompaniet istället samgrupperades med Norrbottens regemente vid Norrbottensvägen.
Norrlands artilleriregementes detachement blev den 1 januari 1928 ett självständigt förband under namnet Norrbottens artillerikår. Efter att signalkompaniet lämnat kasernområdet blev Norrbottens artillerikår ensamt förband på området. Artillerikåren avvecklades den 30 juni 1951 och uppgick som en fältartilleridivision i Bodens artilleriregemente. Dock kvarstod fältartilleridivision vid Sveavägen fram till 1954.
Efter avvecklingen av Norrbottens artillerikår och artilleridivisionen lämnat området, övertogs kasernområdet den 1 juli 1954 av Signalbataljonen i Boden (S 3). Åren 1953–1966 var även delar av staben för Övre Norrlands militärområde förlagd till kasernetablissementets kanslihus. Åren 1955–1975 var staben för Bodens försvarsområde lokaliserade till kanslihuset. Den 1 juli 1975 uppgick försvarsområdesstaben i Bodens artilleriregemente och förlades till Åbergsleden. Signalbataljonen kom dock att kvarstå och verka i olika former på området fram till sommaren 2005. Den 1 september 2005 övertogs kasernområdet av Artilleriregementet (A 9) och från den 1 januari 2022 Bodens artilleriregemente. Vid kasernetablissemanget finns en minnesplatta över Norrbottens artillerikår på kasernvakten, en minnesplatta över Norrbottens artillerikår på en av kasernerna och en minnessten över Norrlands signalkår.

## Förbandschefer
- 1910–1927: ???

## Namn, beteckning och förläggningsort
| Kungl. Norrlands artilleriregementes detachement i Boden | 1910-04-01 | – | 1927-12-31 |

| № 4 B | 1910-04-01 | – | 1914-09-30 |
| A 4 B | 1914-10-01 | – | 1927-12-31 |

| Östersunds garnison (F) | 1910-04-01 | – | 1910-06-05 |
| Bodens garnison (F)     | 1910-06-06 | – | 1927-12-31 |

## Galleri

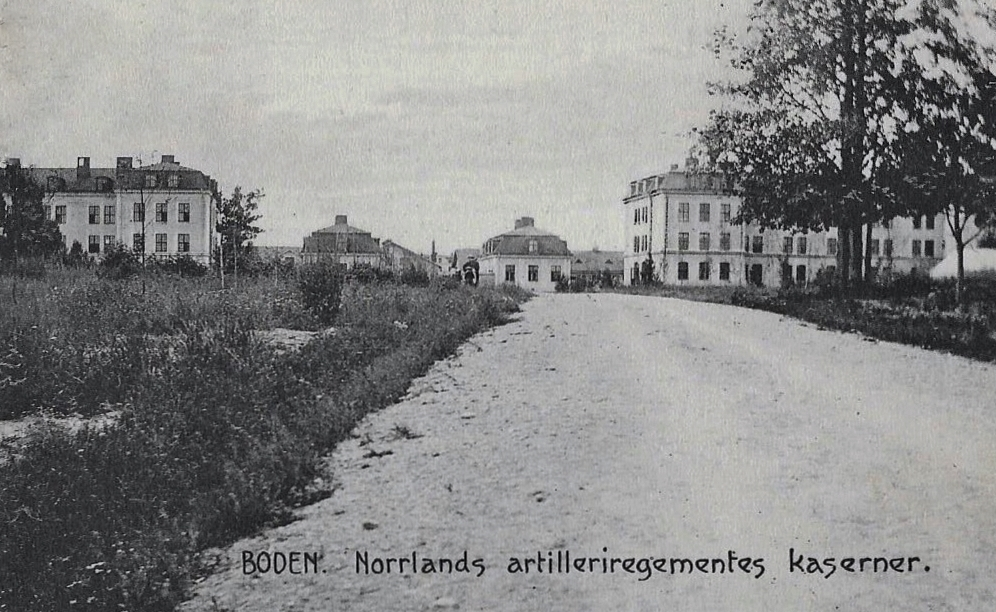
Kasernerna någon gång mellan 1910 och 1927 sett från Drottninggatan.
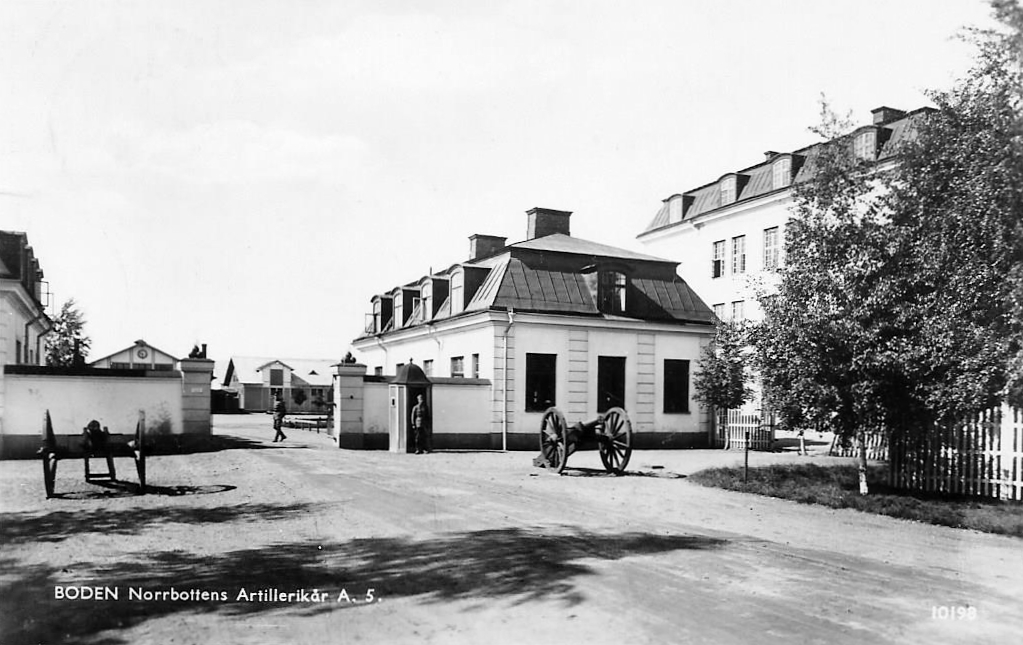
Kasernvakten 1928 vid Norrbottens artillerikår.
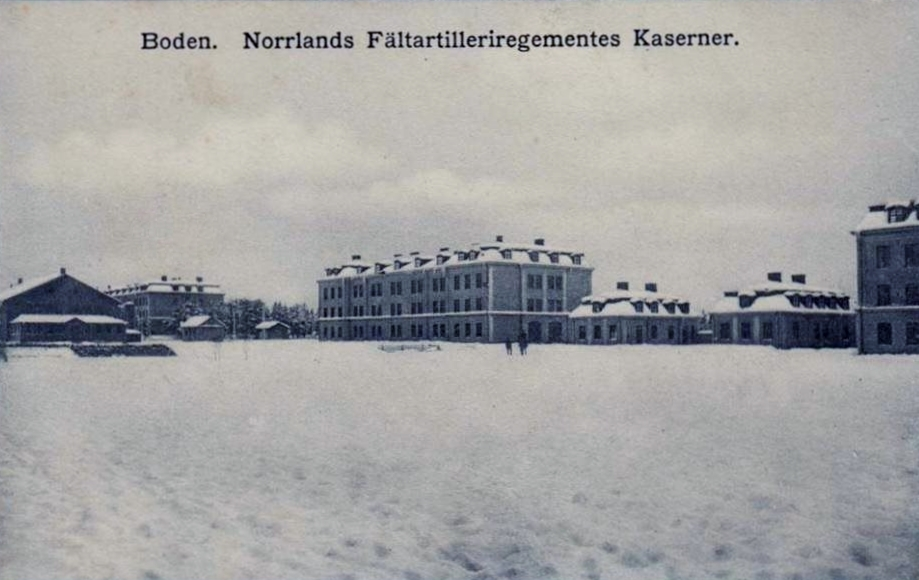
Kasernvakten sedd från kaserngården.
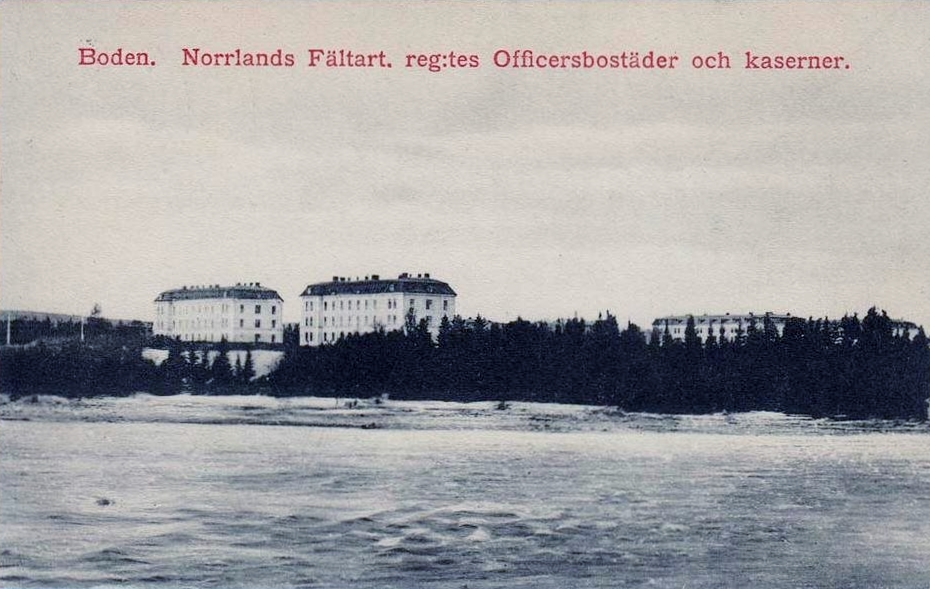
Norrbottens artillerikårs officersbostäder sedd från Lule älv.